# Новокодацька вулиця (Київ)
Новокодацька вулиця — вулиця в Солом'янському районі міста Києва, місцевість Чоколівка. Пролягає від Волинської вулиці до кінця забудови. 

## Історія
Виникла у 1955 році під назвою Дніпропетровська вулиця внаслідок об'єднання двох вулиць — Петрівської та Шевченка (обидві виникли наприкінці 20-х — на початку 30-х років XX століття). 
Сучасна назва на честь колишнього міста Нові Кодаки (нині — частини міста Дніпро) — з 2017 року.